# Inanna Corona
Inanna Corona est une corona, formation géologique en forme de couronne, située sur la planète Vénus par -37° S et 35,9° E. Elle est localisée dans le quadrangle d'Agnesi. Elle a été nommée en référence à Inanna, déesse sémitique de la fertilité. 

## Géographie et géologie
Inanna Corona couvre une surface circulaire d'environ 350 km de diamètre. 